# Andrej Hauptman
Andrej Hauptman (Ljubljana, 15 mei 1975) is een voormalig Sloveens wielrenner. In 2001 eindigde hij als derde tijdens het wereldkampioenschap wielrennen op de weg te Lissabon; een jaar later werd hij vierde te Zolder.

## Belangrijkste overwinningen
1997
- Wegwedstrijd op de Middellandse Zeespelen

1998
- 2e etappe en 7e etappe Ronde van Slovenië
- Puntenklassement Ronde van Slovenië
- 1e etappe Ronde van Oostenrijk
- Eindklassement Ronde van Slowakije

2000
- GP Fourmies
- Sloveens kampioenschap op de weg, Elite

## Resultaten in voornaamste wedstrijden
| Jaar | Ronde van Italië | Ronde van Frankrijk | Ronde van Spanje |
| ---- | ---------------- | ------------------- | ---------------- |
| 1999 | opgave           |                     |                  |
| 2000 |                  |                     |                  |
| 2001 | 56e              |                     |                  |
| 2002 |                  | opgave              | 90e              |
| 2003 |                  | opgave              |                  |
| 2004 | 82e              |                     |                  |

| Jaar | Milaan-San Remo | Ronde van Vlaanderen | Parijs-Roubaix | Amstel Gold Race | Ronde van Lombardije | Parijs-Tours | Parijs-Brussel | E3 Harelbeke |  | WK op de weg |  | Wereldranglijsten |
| ---- | --------------- | -------------------- | -------------- | ---------------- | -------------------- | ------------ | -------------- | ------------ |  | ------------ |  | ----------------- |
| 1999 | 134e            |                      | 41e            |                  |                      |              |                |              |  |              |  |                   |
| 2000 |                 |                      |                |                  |                      | 21e          |                |              |  | 38e          |  |                   |
| 2001 | 15e             |                      |                |                  | 54e                  | 5e           | 14e            | 7e           |  | ↑            |  | 14e (UWB)         |
| 2002 | 13e             | 14e                  |                | 41e              |                      | 29e          |                | 11e          |  | 4e           |  | 29e (UWB)         |
| 2003 |                 |                      |                | 92e              |                      |              | 29e            |              |  |              |  |                   |
| 2004 |                 |                      |                | 61e              |                      | 23e          |                |              |  |              |  |                   |

Wielerploegen van Andrej Hauptman
Apollonio · 
Borghi · 
Bortolami · 
Filippo Casagrande · 
Francesco Casagrande · 
Donati · 
Fois · 
Gianetti · 
Hontsjar · 
Hauptman · 
Klemenčič · 
Lupi · 
Pezze · 
Radaelli · 
Rütimann · 
Sironi · 
Trentin · 
Vainšteins · 
White · 
Zanetti ·
Zanotti
Apollonio · 
Borghi · 
Bortolami · 
Calcagni · 
Filippo Casagrande · 
Francesco Casagrande · 
Conti · 
Donati · 
Giacomelli · 
Gianetti · 
Hauptman · 
Klemenčič · 
Milesi · 
Pezze · 
Radaelli · 
Rütimann · 
Sironi · 
Trentin · 
Vainšteins  · 
White · 
Zanetti · 
Zucconi
Apollonio · 
Balducci · 
Borghi · 
Bortolami · 
Bossoni · 
Calcagni · 
Chesini · 
Di Grande · 
Donati · 
Ferrari · 
Gajnetdinov · 
George · 
Gerosa · 
Giacomelli · 
Gili · 
Hauptman · 
Klemenčič · 
Luttenberger · 
Mazzoleni · 
Miceli · 
Minali · 
Pezze · 
Radaelli · 
Rütimann · 
Sironi · 
Szmyd · 
Zucconi
Apollonio · 
Balducci · 
Borghi · 
Bortolami · 
Bossoni · 
Calcagni · 
Di Silvestro · 
Donati · 
Ferrari · 
Frigo · 
Gajnetdinov ·  
Gerosa ·  
Gili · 
Hauptman · 
Klemenčič · 
Luttenberger · 
Mazzoleni ·  
Minali ·  
Radaelli · 
Rütimann · 
Sironi · 
Szmyd · 
Zampieri ·
Zucconi ·
Bellotti (stagiair) 
Andriotto ·
Apollonio · 
Balducci ·  
Bortolami · 
Bossoni · 
Calcagni · 
Cheula ·
de la Fuente · 
Garzelli ·
Gerosa ·  
Gili · 
Hauptman · 
A. Masciarelli · 
S. Masciarelli ·
Mason ·
Mazzoleni ·  
Milesi ·  
Radaelli · 
Rodriguez · 
Sironi · 
Vainšteins · 
Zampieri ·
Zucconi ·
Cobo (stagiair) · 
Korovine (stagiair) ·
Ramírez (stagiair)
Astarloa  ·
Ballan ·
Barbero · 
Belli ·  
Bertoletti ·   
Bortolami ·
Bossoni ·
Carrara ·
Casagrande (tot 15/09) · 
Cortinovis · 
Gárate · 
Hauptman · 
Kvatsjoek ·
Marzoli · 
Pagliarini · 
Piccoli · 
Pinotti · 
Quinziato ·
Righi ·
Scotto D'Abusco ·
Svorada ·
Vainšteins · 
Vila ·
Marzano (stagiair)
Aug · Baldato · Bernucci · Bossoni · Bruseghin · Cancellara · Chicchi · Codol · Corioni · Facci · Flecha · Frigo · Giunti · Hauptman · Hoestov · Kirchen · Larsson · Nibali · Ongarato · Petacchi · Petito · Sacchi · Sánchez · Siwtsow · Tosatto · Velo